# Orašac (Novi Travnik)
Pour les articles homonymes, voir Orašac.
Orašac (en cyrillique : Орашац) est un village de Bosnie-Herzégovine. Il est situé dans la municipalité de Novi Travnik, dans le canton de Bosnie centrale et dans la fédération de Bosnie-et-Herzégovine. Selon les premiers résultats du recensement bosnien de 2013, il compte 820 habitants.

## Histoire
Sur le territoire du village se trouve une nécropole qui abrite 2 stèles médiévales anthropomorphes inscrites sur la liste des monuments nationaux de Bosnie-Herzégovine.

## Démographie

### Évolution historique de la population
| 1948 | 1953 | 1961 | 1971 | 1981 | 1991 | 2013 |
| ---- | ---- | ---- | ---- | ---- | ---- | ---- |
| -    | -    | 414  | 542  | 739  | 580  | 820  |

|  |